# Kípi (Týmfi, Ioánnina)
Ne doit pas être confondu avec Kípi.
Kípi, en grec moderne : Κήποι, est un village du dème de Zagóri, district régional d'Ioánnina, en Épire, Grèce.
Selon le recensement de 2011, la population du village compte 86 habitants.